# Öjesjön
Öjesjön of Öjen is een meer gelegen in het Zweedse provincie Dalarnas län.
Het meer ligt op zo'n 300 meter hoogte, gelegen midden in de bossen tussen Malung en Mora. Het meer watert af via allerlei kleine riviertjes naar de Västerdalälven. Aan de noordwestoever van het meer ligt Öje, alwaar de Ogstrommen het meer in stroomt.